# Robert Vanlancker
Robert Vanlancker (Grâce-Berleur, 11 december 1946) is een Belgisch voormalig wielrenner Hij was professioneel wielrenner tussen 1969 en 1976. Sinds 1966 reed hij als amateurwielrenner. Vanlancker was gespecialiseerd in tandem rijden en in de sprint. Samen met Daniël Goens haalde op de Olympische Spelen in 1968 een bronzen medaille in de discipline tandem. Vanlancker werd verschillende keren Belgisch kampioen in de sprint en in het tandem rijden. In 1972 en 1973 werd hij wereldkampioen Sprint op de baan bij de beroepsrenners.

## Erelijst
| Jaar           | BK              | EK              | WK              | Overige                                                                |
| Amateurs       | Amateurs        | Amateurs        | Amateurs        | Amateurs                                                               |
| -------------- | --------------- | --------------- | --------------- | ---------------------------------------------------------------------- |
| 1966           | Sprint          |                 |                 |                                                                        |
| 1967           | Sprint · Tandem |                 | Tandem          |                                                                        |
| 1968           | Sprint · Tandem |                 | Tandem · Sprint | Olympische Spelen: · Tandem · 9e Sprint · Grand Prix of Paris (sprint) |
| Beroepsrenners |                 |                 |                 |                                                                        |
| 1969           | Sprint          |                 | Sprint          |                                                                        |
| 1970           | Sprint · Tandem |                 |                 | DBC's Grand Prix (sprint)                                              |
| 1971           | Sprint          | Sprint · Sprint | Sprint          |                                                                        |
| 1972           | Sprint          |                 | Sprint          |                                                                        |
| 1973           | Sprint          |                 | Sprint          |                                                                        |
| 1974           | Sprint          |                 | Sprint          | DBC's Grand Prix (sprint)                                              |
| 1975           | Sprint          | Sprint          |                 |                                                                        |
| 1976           | Sprint          |                 |                 |                                                                        |

### Zesdaagsen
| Jaar | Zesdaagse van | Samen met        |
| ---- | ------------- | ---------------- |
| 1973 | Montréal      | Ferdinand Bracke |

## Resultaten in voornaamste wedstrijden op de weg
| Jaar | Parijs-Tours |
| ---- | ------------ |
| 1972 | 19e          |